# اورن پلی
اورِن پـِلی (عبری: אורן פלאי‎) یک کارگردان، تهیه‌کننده و فیلم‌نامه‌نویس اسرائیلی-آمریکایی است.

## گزیدهٔ آثار
- توطئه‌آمیز: فصل ۳ (۲۰۱۵) (تهیه کننده)
- منطقه ۵۱ (۲۰۱۵) (نویسنده و کارگردان و تهیه کننده)
- فعالیت فرا طبیعی: ابعاد شبح (۲۰۱۵) (تهیه کننده)
- فعالیت فرا طبیعی: نشانه گذاری شده ها (۲۰۱۴) (تهیه کننده)
- توطئه‌آمیز: فصل ۲ (۲۰۱٢) (تهیه کننده)
- فعالیت فراطبیعی ۴ (۲۰۱٢) (تهیه کننده)
- روزشمار چرنوبیل (۲۰۱۲) (نویسنده و تهیه کننده)
- فعالیت فراطبیعی ۳ (۲۰۱۱) (تهیه کننده)
- توطئه‌آمیز (فیلم) (۲۰۱۰) (تهیه کننده)
- فعالیت فراطبیعی ۲ (۲۰۱۰) (تهیه کننده)
- فعالیت فراطبیعی (۲۰۰۷) (کارگردان و نویسنده و تهیه کننده)